# Jonnathan Kuri
Jonnathan Kuri (Torreon, Coahuila) (México, 7 de marzo de 1987) es un actor de televisión y teatro mexicano, hijo menor de Salvador Kuri Zermeño exjugador profesional de fútbol mexicano.

## Carrera artística
Egresado del Centro de Educación Artística de Televisa en 2011, Kuri debutó al año siguiente en la telenovela Amores verdaderos producida por Nicandro Díaz González con el papel de Omar, el entrenador de Roy (personaje interpretado por Eleazar Gómez). Ese mismo año participó en la serie de Televisa La rosa de Guadalupe.
En 2014 también participó en la serie Como dice el dicho.
En 2015 Carlos Moreno Laguillo lo convoca para A que no me dejas con el personaje de Flavio junto a Camila Sodi, Osvaldo Benavides,
Florencia de Saracho y Alfonso Dosal.
En 2017 formó parte de En tierras salvajes producción de  Salvador Mejía donde dio vida al apuesto villano Iker Morales junto a Nerea Camacho, Emmanuel Palomares, Salvador Pineda entre otros.
Tras terminar el proyecto de En tierras salvajes, el actor fue invitado a participar en la telenovela Muy padres en Imagen Televisión como el mejor amigo del protagonista Víctor González.
En 2018, Kuri participó en el reality Reto 4 Elementos. Formó parte del equipo futbolistas con José Rocchi, Paulette Gallardo y Xina Balina.

## Trayectoria

### Telenovelas
| Año       | Telenovela                          | Personaje                 |
| --------- | ----------------------------------- | ------------------------- |
| 2025      | A.mar, donde el amor teje sus redes | Juanjo                    |
| 2023/2024 | Golpe de suerte                     | Kevin                     |
| 2023      | Perdona nuestros pecados            | Iván                      |
| 2020      | La venganza de Analia               | Jefe de Estado de la Cdmx |
| 2017/2018 | Muy padres                          | Leonardo Oliver           |
| 2017      | En tierras salvajes                 | Iker Morales              |
| 2016      | Mujeres de negro                    | Alberto Ramos             |
| 2016      | El Poeta del Pueblo                 | Octavio Novoa             |
| 2015/2016 | Simplemente María                   | Conrado Ricalde           |
| 2015      | Señora Acero                        | Agente Robledo            |
| 2015/2016 | A que no me dejas                   | Flavio Maccari            |
| 2013/2014 | Quiero amarte                       | Aarón Méndez              |
| 2012/2013 | Amores verdaderos                   | Omar                      |
| 2012/2013 | Cachito de Cielo                    | Participación especial    |
| 2011/2012 | Amorcito Corazón                    | Participación especial    |

### Series
| Año       | Programa                   | Personaje      |
| --------- | -------------------------- | -------------- |
| 2016      | Por siempre Joan Sebastian | Esposo de Nora |
| 2013/2016 | Como dice el dicho         | Varios Roles   |
| 2012      | La rosa de Guadalupe       | Iker           |
| 2018      | Reto 4 Elementos           | El mismo       |

### Teatro
- La morada de los sueños
- El violinista en el tejado
- Princesas (El musical)